# Fábio Veríssimo
Fábio José Costa Veríssimo (* 26. Dezember 1982) ist ein portugiesischer Fußballschiedsrichter.
Veríssimo leitet seit der Saison 2014/15 Spiele in der portugiesischen Primeira Liga.
Seit 2015 steht er auf der Liste der FIFA-Schiedsrichter und leitet internationale Fußballspiele. Bis zur Saison 2022/23 zählte er zur Gruppe der UEFA-First-Category-Schiedsrichter.
In der Saison 2018/19 leitete Veríssimo erstmals ein Spiel in der Europa League, bisher noch keine Spiele in der Champions League, aber in der Qualifikation zu beiden Wettbewerben. Zudem pfiff er bereits Partien in der Nations League, in der EM-Qualifikation für die Europameisterschaft 2021, in der europäischen WM-Qualifikation für die Weltmeisterschaft 2022 in Katar sowie Freundschaftsspiele.
Zudem leitete Veríssimo vier Spiele bei der U-17-Europameisterschaft 2017 in Kroatien, darunter das Halbfinale zwischen der Türkei und England (1:2).